# デジタルハーツホールディングス
株式会社デジタルハーツホールディングス（英: DIGITAL HEARTS HOLDINGS Co., Ltd.）は、ゲーム・モバイル・スマートフォン・Webサイトなどのデバッグを提供する株式会社デジタルハーツ（英: DIGITAL HEARTS Co., Ltd.）、4Gamer.netの運営を行うAetas株式会社などを子会社に持つ持株会社。JPX日経中小型株指数の構成銘柄の一つ 。

## 沿革

### デジタルハーツ
- 2001年
  - 4月 - 有限会社デジタルハーツを設立。コンシューマゲームおよびパチンコを対象としたデバッグサービスの提供を開始。
  - 10月 - 事業規模の拡大に伴い本社を渋谷区笹塚二丁目に移転。
- 2002年
  - 8月 - パソコンゲームを対象としたデバッグサービスの提供を開始。
  - 9月 - 一般労働者派遣事業の許可を取得。
- 2003年
  - 1月 - パチスロを対象としたデバッグサービスの提供を開始。
  - 9月 - 携帯電話アプリケーションを対象としたデバッグサービスの提供を開始。
  - 10月 - 株式会社デジタルハーツに改組。
- 2004年8月 - 一般社団法人コンピュータエンターテインメント協会に正会員として加入。
- 2005年
  - 1月 - 事業規模の拡大に伴い本社を渋谷区笹塚一丁目に移転。
  - 4月 - 大阪府大阪市淀川区に大阪Lab.（ラボ）を開設。
- 2007年9月 - Microsoft Corp.より「Xbox 360R」の推奨ゲームテスト企業認定(AXTP)を日本企業として初めて取得。
- 2008年2月 - 東京証券取引所マザーズに上場。
- 2011年
  - 2月 - 東京証券取引所第一部に市場変更。
  - 7月 - DIGITAL Hearts Korea Co.,Ltd.を設立。
  - 10月 - DIGITAL Hearts USA Inc.を設立。
  - 12月 - DIGITAL Hearts(Thailand)Co.,Ltd.を設立。
- 2012年
  - 3月 - 株式会社G&Dを設立。
  - 5月 - 3Dコンテンツ制作業務などを分離し、株式会社デジタルハーツ･ビジュアルを設立。
  - 11月 - Aetas株式会社の株式を取得し完全子会社化。

### ハーツユナイテッドグループ→デジタルハーツホールディングス
- 2013年
  - 10月 - 持株会社体制へ移行。株式会社デジタルハーツが単独株式移転により純粋持株会社の株式会社ハーツユナイテッドグループを設立。株式会社デジタルハーツに代わり、株式会社ハーツユナイテッドグループが東京証券取引所第一部に上場。株式会社デジタルハーツの子会社は、現物配当により株式会社ハーツユナイテッドグループの子会社となる。
  - 11月 - 株式会社ネットワーク二一の株式を取得し子会社化。
- 2014年4月 - 株式会社プレミアムエージェンシーを株式取得と第三者割当増資引受により子会社化。
- 2015年
  - 5月 - 東京都文京区に株式会社ZMPと合弁会社である株式会社ZEGを設立。
  - 7月
    - 株式会社プレミアムエージェンシーを完全子会社化[6]。
    - 松竹ブロードキャスティング株式会社と業務提携。Aetas株式会社の株式の40%を譲渡[7]。
- 2016年1月 - 子会社の株式会社プレミアムエージェンシーが、株式会社G&D及び株式会社デジタルハーツ・ビジュアルを吸収合併し、株式会社フレイムハーツに商号変更[8]。
- 2017年
  - 6月 - 代表取締役社長が元ローソン会長の玉塚元一に交代
  - 7月 - 本社を東京オペラシティに移転[9]。
  - 10月 - 株式会社デジタルハーツが株式会社ネットワーク二一を吸収合併[10]。
- 2018年7月 - 株式会社デジタルハーツホールディングスに商号変更[11]。
- 2019年
  - 8月 - LOGIGEAR CORPORATIONの株式取得及び第三者割当増資引受により子会社化。
  - 11月 - ペネトレーションテストサービスを提供する株式会社レッドチーム・テクノロジーズを設立。
- 2021年
  - 3月 - Metaps Entertainment Limited (現：DIGITAL HEARTS CROSS Marketing and Solutions Limited) の株式を取得し、同社及びその子会社、計8社を子会社化。
  - 6月 - 株式会社アイデンティティーの株式を取得し子会社化。
  - 7月 - ISTQBの「Global Partner」認定を取得。

## 関連企業
公式サイトの関係会社より引用。

### エンタープライズ事業
- 株式会社AGEST - 品質コンサルティング、テストソリューション、サイバーセキュリティ事業等。2021年12月10日に株式会社デジタルハーツネットワークスより商号変更。
- 株式会社CEGB - SAP の導入及び運用コンサルティング、システム開発支援事業等。2022年2月18日に連結子会社化。[13]
- LOGIGEAR CORPORATION - システムテスト、テスト自動化支援、システム開発事業等。2019年8月1日に連結子会社化。
- LOGIGEAR VIETNAM CO., LTD. - システムテスト、テスト自動化支援、システム開発事業等。2021年2月18日設立。
- DEVELOPING WORLD SYSTEMS LIMITED - Oracle 製品の導入支援、保守・運用支援等。2022年1月17日に子会社化。[14]
- MK Partners, Inc. - システムコンサルティング事業。2021年3月12日に子会社化。[15]
- TPP SOFT, JSC - ソフトウエア開発事業。2021年3月16日に連結子会社化。[16]
- 株式会社アイデンティティー - フリーランスエンジニアのIT案件・求人サイト『テクフリ』、エンジニア・クリエイター向けWebメディア『テックキャリア マガジン』、フリーランス向け福利厚生サービス『ITフリーランスコンソーシアム』、正社員のIT求人サイト『techcareer』の運営。2021年6月30日に連結子会社化。[17]

### エンターテイメント事業
- 株式会社デジタルハーツ - 総合デバッグサービス、ローカライズ、マーケティング支援等。2001年4月に設立。
- 株式会社フレイムハーツ - ゲーム開発及び、CG、映像制作等。2003年5月9日に設立。[18]
- Aetas株式会社 - 総合ゲーム情報サイト『4Gamer.net』等の企画・運営。2012年11月30日に子会社化。[19]
- DIGITAL HEARTS (Shanghai) Co., Ltd. - 総合デバッグサービス、中国向けローカライズ（翻訳・LQA）サービス等。2016年7月に設立。
- DIGITAL HEARTS USA Inc. - 総合デバッグサービス、北米向けローカライズ（翻訳・LQA）サービス等。2011年10月に設立。
- Orgosoft Co., Ltd. - 総合デバッグサービス、韓国向けローカライズ（翻訳・LQA）サービス等。2019年1月に子会社化。
- Digital Hearts Linguitronics Taiwan Co., Ltd. - 繁体字を中心にローカライズ（翻訳・LQA）サービス等。デジタルハーツとLinguitronics社（台湾）との合弁事業。2019年12月に設立。
- DIGITAL HEARTS CROSS Marketing and Solutions Limited - マーケティング、ローカライゼーション、IP/ライセンス等。2018年11月に設立。
- 株式会社デジタルハーツクロスTokyo - マーケティング、ローカライゼーション、IP/ライセンス等。2015年5月に設立。
- DIGITAL HEARTS CROSS Shanghai Co., Ltd. - マーケティング、ローカライゼーション、IP/ライセンス等。2013年12月に設立。
- DH & Luminous Media International Corporation - マーケティング事業等。2017年5月に設立。

### その他
- 株式会社デジタルハーツプラス - 総合デバッグ・テストサービス、セキュリティ事業、一般事務業務等。障がい者の社会進出促進を目的としたデジタルハーツの子会社。2019年10月設立。